# Диагональное преобладание
Говорят, что квадратная матрица {\displaystyle A_{nn}} обладает свойством диагонального преобладания, если для каждого {\displaystyle i=1,\dots ,n}
{\displaystyle |a_{ii}|\geqslant \sum _{j\neq i}|a_{ij}|,}
причём хотя бы одно из этих неравенств является строгим. Если все неравенства строгие, то говорят, что матрица {\displaystyle A_{nn}} обладает строгим диагональным преобладанием.
Матрицы с диагональным преобладанием довольно часто возникают в приложениях. Их основное преимущество состоит в том, что итерационные методы решения системы линейных алгебраических уравнений с такой матрицей (метод итерации, метод Зейделя, метод Якоби) сходятся к точному решению, которое существует и единственно при любых правых частях. Также для таких матриц заведомо существуют некоторые виды матричных разложений.

## Свойства
- Матрица со строгим диагональным преобладанием является невырожденной.